# Eva Heyman

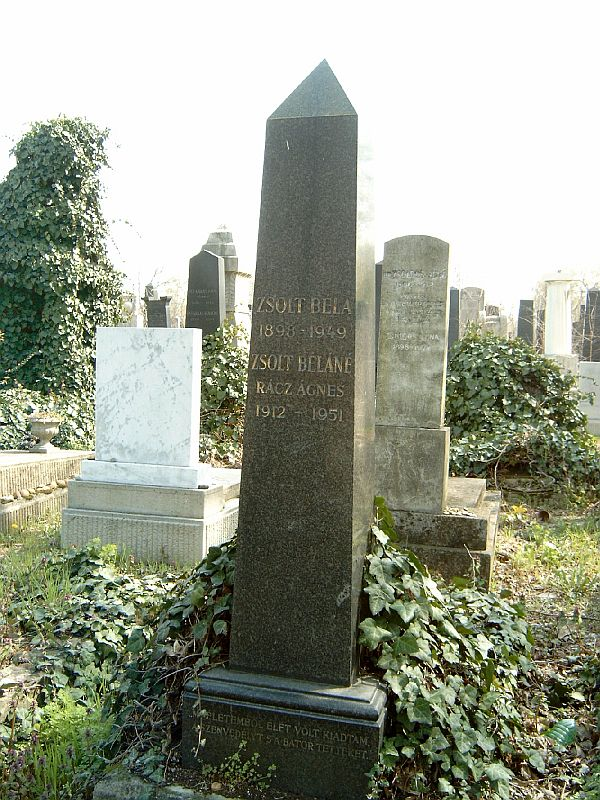
Túmulo de la madre de Eva Heyman, Agnes Rácz, en el cementerio de Budapest.

Éva Heyman (Nagyvarad, Oradea en rumano, Transilvania, 13 de febrero de 1931-Auschwitz-Birkenau, 17 de octubre de 1944) fue una escritora judía húngara, víctima del Holocausto nazi a los trece años. Es considerada la Ana Frank húngara por el Diario que redactó sobre sus experiencias en el curso de la II Guerra Mundial.

## Biografía
Creció en Oradea, por entonces perteneciente a Rumania como resultado de la Primera Guerra Mundial y los cambios territoriales obrados por el Tratado de Trianón desde 1919. Su madre, Ágnes Rácz, se había divorciado en 1933 y vuelto a casar, de manera que Eva vivía con ella y su padrastro, el escritor Béla Zsolt, en Budapest. Eva se quedó con sus abuelos maternos en Oradea y allí fue a la escuela. Apenas veía a su padre, el arquitecto Béla Heyman, porque este vivía al otro lado de la ciudad. En la casa de sus abuelos judíos, que poseían la farmacia de la ciudad, solo había una cocinera cristiana húngara, Mariska Szabo, que mucho más tarde salvaría el manuscrito del Diario de Eva. En 1942 Béla Zsolt fue convertido en un trabajador esclavo, pero Ágnes consiguió sacarlo de esta situación y cuando se bombardeó Budapest a principios de 1944 ambos y la hija se trasladaron a Nagyvárad / Oradea, supuestamente una población más segura.
Nagyvárad / Oradea se había vuelto húngara nuevamente en 1940 a causa del Segundo arbitraje de Viena. El gobierno húngaro de Miklós Horthy tomó medidas discriminatorias contra los judíos (verbigracia, las autoridades confiscaron a Eva su bicicleta roja, que ella apreciaba tanto, pues se había prohibido poseerlas a los judíos) pero hasta 1944 consiguieron evitar la deportación a la Alemania nazi. Eva se consolaba pensando que su familia conservaba la cosa más preciosa, la vida. Ya en el verano de 1941 había habido una deportación de judíos en Nagyvárad de los que no tenían carné de identidad húngaro anterior a 1919 o apátridas en Rumania. Fueron conducidos por los húngaros junto con 14.000 judíos apátridas de Cárpato-Ucrania hacia Ucrania y fueron asesinados por los alemanes en la masacre de Kamenetz-Podolsk, que no se pudo ocultar. En su diario Eva recuerda repetidamente a su amiga de la escuela Marta, cuya familia pertenecía a aquellos deportados de quienes ella sospechaba no solo que estaban muertos, sino que habían sido asesinados.
En la primavera de 1944 las tropas alemanas, rumanas y húngaras fueron expulsadas de la Unión Soviética y la Wehrmacht alemana ocupó Hungría el 19 de marzo de 1944. Esto condujo a una nueva persecución contra los judíos en Hungría en la cual el comando Eichmann obtuvo la cooperación de las autoridades húngaras, la milicia húngara y el pueblo húngaro, que miraron a otro lado desde el 27 de abril de 1944 al 11 de julio de 1944. Según el embajador alemán Edmund Veesenmayer, 437.402 judíos húngaros fueron deportados en 147 trenes desde Hungría a Auschwitz.
El 31 de marzo de 1944 las fuerzas de las SS alemanas llegaron a Nagyvárad / Oradea, confiscaron el hospital judío de la ciudad y se apropiaron de los bienes del jefe de la comunidad judía, Sándor Leitner. El 6 de abril empezó el terror cuando las SS desalojaron violentamente varios hogares de judíos para satisfacer sus necesidades. El 18 de abril, los miembros del ejército húngaro comenzaron también a usar propiedades judías.
El 30 de abril, se celebró en Nagyvárad una reunión del secretario de Estado húngaro en el Ministerio del Interior, László Endre (1895-1946), la administración municipal y el SS-Obersturmführer Theodor Dannecker. El alcalde István Soos se negó a participar y renunció a su cargo. Así que el dirigente de la ciudad László Gyapay organizó el 3 de mayo de 1944 dos guetos para 27.000 y 8.000 judíos en la ciudad que tuvieron que comprar a la población judía en un plazo de cinco días. Instauró un Judenrat bajo la dirección de Leitner, un servicio de orden judío y una sala de hospital. El teniente coronel de la policía Jenő Peterffy lideró estas medidas y contribuyó desde el 10 de mayo a agravar la desastrosa situación cuando ordenó a sus hombres buscar objetos de valor, ya que los gendarmes utilizaron la tortura contra los judíos. "Había judíos desnudos y golpeados con mangueras; a las mujeres les dieron descargas eléctricas en el útero, a menudo frente a los miembros de su familia". 2.500 hombres fueron utilizados para trabajos forzados más severos. Mientras tanto había sido organizado el transporte ferroviario y entre el 24 de mayo y el 3 de junio los guetos de Nagyvárad / Oradea fueron evacuados y 3.000 judíos fueron deportados cada día en tren "hacia el este".
"Cumplí trece años: nací un viernes trece". Eva comienza su Diario en su decimotercer cumpleaños el domingo 13 de febrero de 1944, y lo prolongará durante tres meses, hasta un mes antes de ser ejecutada en una de las cámaras de gas de Auschwitz. Allí registra el ambiente amenazante en febrero y mediados de marzo y la toma de posesión y cambio de gobierno en Budapest copiando las palabras del farmacéutico Rezső Rácz en la remota ciudad provincial, así como la llegada de la violencia y sus horrores y la deportación en abril. Eva especula si puede salvar su vida dándole un beso a uno de los guardias. Los abuelos de Eva tienen que abandonar el apartamento y se ven obligados a entrar en una casa judía completamente abarrotada en el Szacsat Ut. El 28 de marzo describe los arrestos de comunistas y socialistas conocidos; tuvo conocimiento de primera mano de esto a través de su tía, cuyo marido fue secuestrado y como algunos de los familiares de Eva también eran socialistas, su madre quemó desesperadamente cualquier carta y libro en su apartamento que pudiera ser incriminatorio. Eva lamentó la quema de uno de sus libros, en el que se identificó profundamente con la muerte de un personaje principal y escribió:
Lloré tanto cuando mataron a la pequeña Nemecsek en el libro... Siempre lloro cuando leo sobre alguien muriendo. ¡No quiero morir porque apenas he vivido!.
Eva describe el ingreso de la familia en el gueto y sus penurias, el simple y puro terror y el miedo por su vida. El 10 de mayo, cinco días después de ingresar en el ghetto, escribe:
No puedo imaginar cómo será el futuro. Me digo todo el tiempo "ahora es lo peor", pero luego reparo en que eso pasa todo el tiempo: siempre peor y peor aún. Hasta ahora teníamos que comer; en el futuro no tendremos nada. En el territorio del ghetto, al principio, podíamos ir de una a otra casa, ahora ya no podemos salir de la nuestra... Mi madre siempre me dice que no se arrepiente de nada siempre y cuando nos dejen vivos. Esta noche, mi pequeño diario, soñé con Juszti (su institutriz Justine), y por la mañana me desperté llorando.
Describe las torturas de los policías. El 30 de mayo habla de los trenes de deportados:
Debe ser terrible dentro del vagón; y ahora nadie dice que nos están obligando, todo el mundo dice que se nos deporta. Un policía monta guardia frente a nuestra casa. Ayer estaba en el jardín Rhedely, porque es de allí de donde parten los trenes con los judíos. "No hay estación para no ser vista por los de la ciudad", dijo el abuelo. Amontonaron alrededor de 80 personas dentro de un vagón, y a tantas personas no les dieron un solo cubo de agua. Y lo más terrible es que ellos cerraron los vagones. ¡Por este calor, las gentes se van a ahogar! El policía ha dicho que no podía comprender a los judíos. Ellos no se lamentan, ni siquiera los niños; se desplazan como unos sonámbulos; como si ellos ya no vivieran. Se suben a los coches petrificados, sin pronunciar una palabra...
Eva termina su diario exclamando:
Pese a todo, mi pequeño diario, no quiero morir, quiero vivir, aunque sea la única del sector en poder permanecer aquí. Esperaré el fin de la guerra en una cueva o en un granero, o no importa en qué agujero; yo, mi pequeño diario, me dejaré incluso besar por el policía que custodia y se ha llevado nuestra harina, con tal de que no me mate, que me deje vivir.
Esta última entrada es de principios de junio de 1944: cuando el ama de llaves Mariska se cuela en el ghetto para traer algo de comida a la familia y recibe el diario de Eva para salvarlo. El 29 de mayo se anuncia que serán reubicados "en el este". El 6 de junio de 1944, día del desembarco aliado en Normandía, Eva fue deportada a Auschwitz con sus abuelos en un vagón de ganado. Mientras que sus abuelos fueron de inmediato de la rampa a la cámara de gas al ser seleccionados, Eva fue reservada para la experimentación humana del médico del campo de concentración Josef Mengele, posteriormente criminal de guerra. A medida que sus pies se hinchaban se iba haciendo inútil para los experimentos y fue gaseada. Murió el 17 de octubre de 1944 a la edad de trece años.
Nada se sabe sobre el destino del padre Béla Heyman. El padrastro Béla Zsolt se escondió haciéndose pasar por paciente en la enfermería del ghetto en Nagyvárad / Oradea durante los días de la deportación. Algunos de los enfermos, entre ellos la madre de Eva, Ágnes Zsolt, no fueron deportados, pero formaron parte del grupo de aproximadamente 1670 judíos húngaros por el cual Rudolf Kasztner intentó negociar un acuerdo diferente con Adolf Eichmann. De hecho, fueron transportados al campo de concentración de Bergen-Belsen a fines de junio de 1944 y desde allí llegaron a Suiza a principios de diciembre de 1944.
Béla Zsolt escribió la novela autobiográfica Nine Suitcases / Nueve maletas (1946) sobre su experiencia. Enfermó gravemente y murió en 1949 en Budapest; la madre de Eva, Ágnes, enfermó mentalmente y se suicidó en un sanatorio psiquiátrico (1951).

## Ediciones y traducciones del Diario de Eva Heyman
El prefacio de la edición hebrea del Diario de Eva contenía una evaluación prudente de Yehudá Marton que también apareció en la versión inglesa. El manuscrito original en húngaro ha desaparecido; estuvo en 1944 en Oradea y después de la guerra pasó por las manos de su madre Inés o Ágnes Zsolt. Se cree que el diario fue probablemente retocado acortándolo y revisando su lenguaje. Posiblemente también el escritor Zsolt lo haya corregido. A causa de su lenguaje desenvuelto, las críticas sobre la "traición" múltiple de la madre y del padrastro pueden haber sido censuradas y eliminadas; eso era corriente: también el padre de Ana Frank censuró parte del diario de su hija.
Ágnes Zsolt ofreció su versión impresa en Budapest, 1947/1948. Las traducciones al hebreo se hicieron en 1964 y del hebreo al inglés por vez primera en 1974. El escritor rumano Oliver Lustig hizo en 1991 una traducción al rumano. Una traducción al alemán de Ernő Zeltner lleva el título de Ágnes Zsolt: La bicicleta roja, Viena, 2012. Al español se tradujo en 2016 con el título ¡He vivido tan poco! Diario de Eva Heyman, con un prólogo de Elvira Lindo, la edición incluye un epílogo de Mihály Dés con informaciones complementarias sobre la familia, la guerra y los méritos del relato. Gergely Kunt presentó una nueva edición crítica en 2010 que cuestiona el texto transmitido por la madre.